# Racine (Wisconsin)
Racine je město na středozápadě Spojených států amerických ve státu Wisconsin. Při sčítání lidu v roce 2013 zde žilo 78 199 lidí, což dělá z Racine páté největší město Wisconsinu. Tradičně jsou zde tři největší etnické skupiny přistěhovalců: Dánové, Němci a Češi. Dle zjištění Oty Ulče zde vyšly v polovině 19. století první české noviny v USA.

## Partnerská města
Racine má 6 sesterských měst.
- Aalborg, Dánsko
- Bluefield, Nikaragua
- Fortaleza, Brazílie
- Montélimar, Francie
- Ōiso, Japonsko
- Zapotlanejo, Mexiko

## Lidé z Racine

### Umělci
- Kevin J. Anderson - autor
- Gene Beery - umělec
- Frank Bencriscutto - skladatel
- Lane Brody - zpěvák
- Joyce Carlson - umělec

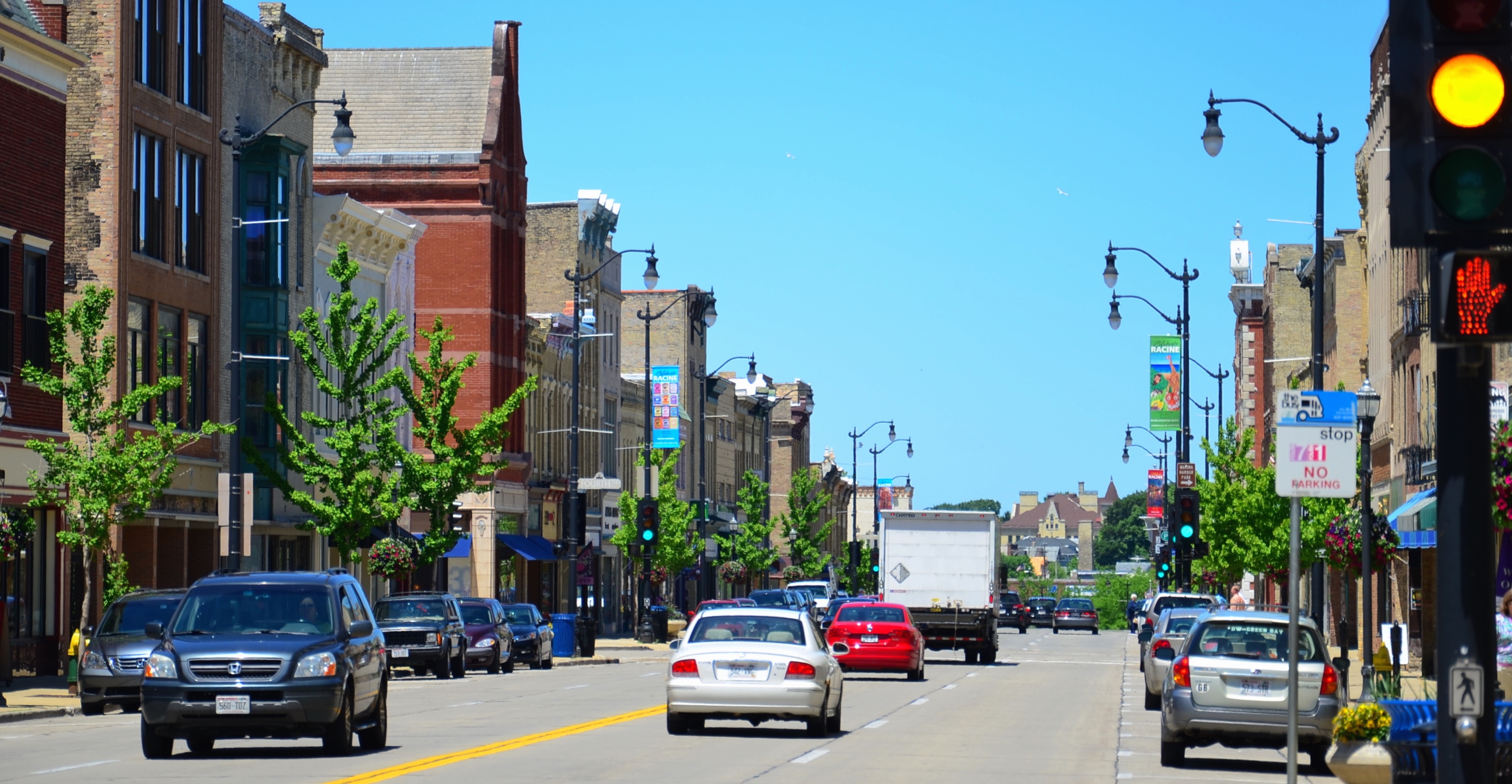
Hlavní ulice Racine, rok 2015

- Jason Paul Collum - autor, režisér
- Chi Coltrane - muzikant
- Chester Commodore - karikaturista
- Ellen Corby - herečka
- Victor DeLorenzo - bubeník
- Peter Deming - kameraman
- Norman D. Golden II - herec
- Chad Harbach - autor
- Max Hardcore - pornoherec
- Ben Hecht - novinář
- Kevin Henkes - autor
- David Kherdian - spisovatel
- Larry Kusche - pilot a autor
- Fredric March - herec, dvojnásobný držitel Oscara
- Barbara McNair - zpěvačka a herečka
- Robert McRay - herec
- Tina Moore - zpěvák
- Milton K. Ozaki - spisovatel
- Warner Richmond - herec
- Ben Sidran - hudebník
- Kristin Bauer van Straten - herečka
- Joseph Philbrick Webster - skladatel

## Architektura
V průmyslové části města se nachází budova, v níž sídlí firma Johnson Wax.